# Pātuli
Pātuli är en ort i Indien.   Den ligger i distriktet Barddhamān och delstaten Västbengalen, i den östra delen av landet, 1 200 km sydost om huvudstaden New Delhi. Pātuli ligger 18 meter över havet och antalet invånare är 4 694.
Terrängen runt Pātuli är mycket platt. Runt Pātuli är det mycket tätbefolkat, med 1 056 invånare per kvadratkilometer. Närmaste större samhälle är Nabadwip, 19,4 km sydost om Pātuli. Trakten runt Pātuli består till största delen av jordbruksmark.